# Ned ou Comment survivre aux études
Big Time Rush
Ned ou Comment survivre aux études (Ned's Declassified School Survival Guide) est une série télévisée américaine créée par Scott Fellows et diffusée entre le 12 septembre 2004 et le 9 juin 2007 sur Nickelodeon.
En France, elle est diffusée sur Nickelodeon puis rediffusée sur Nickelodeon Teen. Au Québec elle est diffusée le à partir du 12 septembre 2005 sur VRAK.TV

## Synopsis
Ned et ses deux meilleurs amis, Moze et Cookie, ont un défi à relever : survivre dans un milieu extrêmement hostile… le collège !
Bien décidé à profiter au maximum des bons moments avec ses meilleurs amis, il invente et rédige un « guide de survie » pour affronter les pièges de la jungle collégienne.
Quelle est la meilleure place dans la classe, quel est le partenaire idéal pour un exposé et comment aller aux petits coins au collège ? Tout est dans le guide !
Attention : résultats non garantis !

## Fiche technique
- Titre original : Ned's Declassified School Survival Guide
- Titre français : Ned ou Comment survivre aux études
- Création : Scott Fellows
- Sociétés de production : ApolloProScreen Filmproduktion, Jack Mackie Pictures
- Société de diffusion : Nickelodeon
- Pays :  États-Unis
- Langue : anglais
- Genre : sitcom
- Nombre d'épisodes : 55 (3 saisons)
- Durée : 22 min.
- Date de première diffusion : 12 septembre 2004

## Distribution
- Devon Werkheiser (VF : Arthur Pestel puis Kelyan Blanc) : Ned Bigby
- Lindsey Shaw (VF : Marie-Eugénie Maréchal) : Jennifer Ann « Moze » Mosely
- Daniel Curtis Lee (VF : Alexandre Nguyen) : Simon Nelson « Cookie » Cook
- Kyle Swann (VF : Brice Ournac) : Billy « Bully » Loomer
- Daran Norris (VF : Antoine Tomé) : Gordy
- Christian Serratos (VF : Adeline Chetail) : Suzie Crabgrass
- Teo Olivares (VF : Hervé Grull) : Crony
- Don Creech (VF : Richard Leblond) : M. Sweeney
- Rob Pinkston (VF : Dimitri Rougeul) : Noix-de-coco
- Rachel Sibner (VF : Karl-Line Heller puis Dolly Vanden) : Lisa Zemo
- Austin Butler : Zippy Brewster
- Tylor Chase (VF : Hervé Grull puis Dimitri Rougeul) : Martin Qwerly
- Alex Black (VF : Hervé Grull) : Seth Powers
- Reccie Canon (VF : Vincent de Boüard) : Buzz
- Vanessa the Weasel : Weasel
- Kim Sava : la coach Joy Dirga
- Meshach Taylor (VF : Jean-Michel Martial) : le principal Alistair Wright
- Carlie Casey : Missy Meany
- Hamilton Mitchell (VF : Marc Bretonnière) : le principal-adjoint Crubbs
- Jim J. Bullock : M. Monroe
- Brooke Marie Bridges (VF : Adeline Chetail) : Claire Sawyer
- Landon Taylor : Stu
- Dave Florek (VF : Jean-Michel Farcy) : M. Chopsaw
- Stephen Markarian : Albert Wormenheimer
- Marquise C. Brown (VF : Karl-Line Heller) : Chandra Taylor
- Michelle Kim (VF : Dolly Vanden) : Evelyn Kwong
- Steve Bannos : M. Combover
- Kendre Berry : Backpack Boy (« Tortue ninja »)
- Loni Love : Lunch Lady
- Jennifer Tedmori (VF : Jessica Barrier) : Doris Trembly
- Lusia Strus : Dr Xavier
- Dave Allen (VF : Luc Boulad) : M. Kwest
- Mary Bogue : l'infirmière Hunsucker
- Jherimi Carter : Mandy Crew
- Cathy Immordino : Sandy Crew
- Kelii Miyata (VF : Vincent de Boüard) : Timmy Toot-Toot
- Vinicius Machado (VF : Luc Boulad) : Faymen Phorchin
- Fred Stoller : M. Lowe
- John Bliss (VF : Richard Leblond) : le principal Irving Pal
- Joseph Ruzer : Mike
- Adam Cagley (VF : Dimitri Rougeul) : Lance Widget
- Mo Collins (VF : Dolly Vanden) : iTeacher

## Personnages

### Personnages principaux
Ned Bigby
Bien décidé à profiter au maximum des bons moments avec ses meilleurs amis, Ned invente et rédige un guide de survie, pour affronter les pièges de la jungle collégienne.
Comme tous les ados, Ned pense aux filles et a une idée précise de la femme idéale : elle doit être drôle, avoir un joli sourire et une bonne attitude. Donc il décrit Moze et Suzie.
Jennifer Ann Mozely (alias Moze)
Jennifer est devenue «Moze» après que Ned l’ait nommée ainsi en premier cycle pour éviter la confusion avec les trois autres Jennifer de la classe.
Joueuse de volley, elle détient le plus de records de l’école, incluant le record de celle qui détient le plus de records !
En général, Cookie et Ned viennent la voir quand ils ont une faveur à demander.
Simon Nelson Cook (alias Cookie)
Le surnom de Simon est "Cookie". C'est un mordu d'informatique. Il utilise souvent ses connaissances en technologies pour se sortir de problèmes ou aider ses amis.
Signes particuliers ? Il a une carte mère dans son casier, ses pantalons montent jusqu'au nombril et ses lunettes ont des verres aussi gros qu'un écran d'ordinateur.

### Personnages secondaires
Suzie (Suzan)  Crabgrass
Suzie est la pire ennemie et ensuite meilleure amie de Moze. Suzie est sortie avec Ned, mais ils se sont séparés lorsqu'elle dut déménager à cause du travail de son père. Lorsque Ned et Moze comprennent qu'ils s'aiment, Suzie réapparaît et empêche ce couple de se former, mais Ned finira par choisir Moze. Son nouveau petit ami sera Billy.
Gordy
Gordy est l'homme de ménage du collège Polk, mais il trouve toujours une excuse pour ne pas faire son travail et « le laisser pour le gardien de nuit ». Il aide Ned, Moze et Cookie à réaliser de folles activités (se promener dans les conduits d'aération, construire un volcan dans une salle de classe, etc). Il tente toujours de capturer la belette mais rate toujours ; il réussira une fois à la fin de la saison 2 et arrêtera au dernier épisode.
Seth Powers
Seth est le garçon le plus charmant de James.K.Polk, et c'est aussi la personne la plus populaire du collège. Il est fan de basket-ball. Il est aussi amoureux de Jennifer.
Billy (William) Loomer
Billy est le chef d'un trio des de brutes au collège de Polk. Il est aussi amoureux de Jennifer et fait tout pour lui plaire. Sa nouvelle petite amie est Suzie, à la fin de la saison deux.
Claire Sawyer
Claire est une fille jolie qui aimerait à l'avenir devenir avocate. Elle a aidé beaucoup d'élèves du collège à régler leurs petits problèmes. Claire est surtout là pour Lisa Zemo.
Lisa Zemo
Lisa Zemo est une fille très étrange à cause de ses allergies dans la saison 1 et dans la saison 2. Mais à la saison 3, elle est différente. Cookie est amoureux d'elle... et c'est réciproque!
Martin Qwerly
Martin Qwerly est un élève assez bavard. Il fait partie des amis de Ned, Moze et Cookie et ils restent toujours ensemble à la cantine.
« Noix-de-coco »
Noix de coco est un élève qui débarque avec une coiffure qui le fait ressembler à une noix de coco, d'où son surnom trouvé par Loomer dès le premier jour.
Bitsy (Elizabeth) Johnson
Bitsy est une fille populaire et très méchante envers l'école, elle est la meilleure amie de Suzie et la sœur de Missy mais elle apparaît dans 4 épisodes dans la saison 1 puis que son personnage est remplacé par Missy depuis la saison 2.
Missy (Marissa) Johnson
Missy est une fille très méchante avec toute l'école et ennemie de Ned, qui tombera amoureuse de Ned dans la saison 3 mais ce ne sera pas réciproque (Bien que ce dernier l'ait tout de même embrassée). Elle est aussi un peu jalouse quand Ned est avec une fille et elle est la sœur de Bitsy.
Evelyn Kwong
Evelyn Kwong est une fille plutôt agressive mais follement amoureuse de Cookie. Mais ce n'est pas réciproque et Simon fera tout pour s'en débarrasser car son cœur bat pour Lisa. Lorsque Evelyn commence à sortir avec Seth, il est tout de même un peu jaloux mais cela passera vite.
« Tortue ninja »
C'est un élève qui a un énorme sac d'école et qui a le béguin pour Claire. Il a un compartiment secret derrière son casier rempli de sac à dos tous plus étonnants les uns que les autres.
Principal Pal
Le principal intègre dans la série durant la saison 2. Il croit qu'il est toujours à la guerre. Il est remplacé durant la saison 3 par M. Wright.
Coach Joy Dirga
C'est la prof de sport de Polk, un peu sadique par moments.
Mr. Sweeney
C'est le prof de sciences des élèves, prof très sadique et redouté des élèves.
Faymen Phorchin
Il a été le petit ami de Moze pendant quelque temps, mais par la suite, il est rentré dans son pays d'origine, le Brésil, pour jouer au foot.
Principal-adjoint Harvey Crubbs
C'est le vice-principal de l'école, toujours à jouer au gendarme dans les couloirs, accompagné de ses fidèles paires de lunettes de soleil.
Alastair Wright
C'est le principal de l'école.
Mr. Monroe
C'est le professeur de sciences naturelles des élèves. Un des profs les plus appréciés du collège.
CyberProf
C'est une professeur n'étant jamais au collège, mais faisant ses cours avec un ordinateur et une webcam, dû au fait qu'elle a peur de ses élèves. Elle sert souvent de coach pour Moze pour l'aider à outrepasser les difficultés qu'un élève peut connaitre dans un collège.
Dr Xavier
C'est une professeur de mathématiques à l'accent russe et enseignant son savoir aux quatrièmes. Cookie, ayant de bons résultats en mathématiques, se retrouve dans sa classe. Au début, elle est agressive et semble méchante, mais sera ensuite, grâce à Cookie, une professeur assez sympa.
Dusty Chopsaw
C'est le professeur de menuiserie. C'est un prof un peu spécial mais très sympa.
Mr. Combover
C'est le professeur de musique qui perd la boussole.
Dr Lowe
C'est le psychologue de l'école. Il ne voit rien sans ses lunettes.
Lunch Lady (Rose)
C'est la dame de la cantine. Elle peut lire dans votre avenir.
Spencer
C'est un garçon que l'on voit apparaître dans certains épisodes, avec une drôle de coiffure, il veut devenir un acteur
d'Hollywood.
Albert Wormheimer
C'est un étudiant ami de Cookie car lui aussi est très intelligent. Il fait partie du club des Untellos et c'est lui qui a fait la liste de popularité du collège. Il a des drôles de lunettes.
Jerry « Crony »
C'est un copain de Loomer et qui passe son temps avec lui. Il fait secrètement partie du club de couture.
Buzz Rodriguez
C'est un autre copain de Loomer. Il ne dit presque rien.
Le gang des furieuses
Il est dirigé par Doris Trembley. C'est un groupe de filles qui terrorisent le collège et qui sont follement amoureuses de Ned.
L'infirmière
Elle est l'infirmière du collège Polk.  Elle est assez aigrie et s'en rend compte tout de suite si quelqu'un simule une maladie pour une quelconque raison.
Mr. Dren
C'est un professeur de mathématiques qui se laisse très facilement marcher dessus.

## Production

### Tournage
L'extérieur de l'école a été filmé à la Junior High School de La Mesa dans Santa Clarita en Californie. L'école a été baptisée du nom du 11e Président des États-Unis James K. Polk. Les couleurs de l'école sont jaune et verte, qui est un thème constant à l'intérieur de l'école.

## Épisodes
| Saison | Saison | Épisodes | États-Unis        | États-Unis      | France           | France          |
| Saison | Saison | Épisodes | Début de saison   | Fin de saison   | Début de saison  | Fin de saison   |
| ------ | ------ | -------- | ----------------- | --------------- | ---------------- | --------------- |
|        | 1      | 13       | 12 septembre 2004 | 19 février 2005 | 26 novembre 2005 | 4 mars 2006     |
|        | 2      | 20       | 1er octobre 2005  | 3 juin 2006     | 4 novembre 2006  | 25 janvier 2007 |
|        | 3      | 22       | 24 septembre 2006 | 8 juin 2007     | 9 juin 2007      | 15 février 2008 |

### Première saison (2004-2005)
1. Le Premier Jour et le Casier (Guide to the First Day and Lockers)
2. Les Petits Coins et le Partenaire d'exposé (Guide to Bathrooms and Project Partners)
3. La Retenue et les Profs (Guide to Detentions and Teachers)
4. La Meilleure Place et les Sélections (Guide to Seating and Tryouts)
5. L'Amour et la Boum (Guide to Crushes and Dances)
6. L'Arret maladie et les Faux Bourdons (Guide to Sick Days and Spelling Bee)
7. La Rumeur et le Jour de la photo (Guide to Rumors and Photo Day)
8. Le festival de jeune talent et les élections (Guide to Elections and Talent Show)
9. La Salle informatique et le Sac à dos (Guide to Computer Lab and Backpacks)
10. Les petits mots et les Meilleurs Amis (Guide to Notes and Best Friends)
11. Les Rêveries et la Gym (Guide to Daydreaming and Gym)
12. Les Tricheurs - Les Petites Frappes (Guide to Cheaters and Bullies)
13. Les Exercices d'alertes - La Panne de bus (Guide to Emergency Drills and Late Bus)

### Deuxième saison (2005-2006)
1. Les Bonnes Résolutions et les Options (Guide to the New Semester and Electives)
2. La Journée du peps au bahut et le Déjeuner (Guide to Pep Rallies and Lunch)
3. Les Activités scolaires et le Projet audiovisuel (Guide to School Clubs and Video Projects)
4. Les Cahiers et les Maths (Guide to Notebooks and Math)
5. Crubbs mène l'enquête et les Lundis (Guide to:Vice Principals and Mondays)
6. Ton corps et la Flemme (Guide to Your Body and Procrastination)
7. La Dissection et les Classes supérieures (Guide to Gross Biology Dissection and Upperclassmen)
8. Les Défis et les Mauvaises habitudes (Guide to Dares and Bad Habits)
9. Les Remplaçants et les Nouveaux Élèves (Guide to Substitute Teachers and the New Kid)
10. La Saint-Valentin et le Site de l'école (Guide to Valentine's Day and School Websites)
11. La Timidité et les Surnoms (Guide to Shyness and Nicknames)
12. Brancher quelqu'un et le Recyclage (Guide to Asking Someone Out and Recycling)
13. Le 1er avril et les Excuses (Guide to April Fool's Day and Excuses)
14. Les Secrets et le Lavage de voiture (Guide to Secrets and School Car Wash)
15. La Semaine du délire et les Fringues (Guide to Spirit Week and Clothes)
16. L'Album de l'année et le Choix de carrière (Guide to Yearbook and Career Week)
17. Le Cours de musique et le Clown de la classe (Guide to Music Class and Class Clown)
18. L'Échec et les Tuteurs (Guide to Failing the  Tutors)
19. La science exacte et la Salle d'étude (Guide to Science Fair the  Study Hall)
20. Le Rencart et le Dernier Jour (Guide to Double Dating the  the Last Day)

### Troisième saison (2006-2007)
1. La Rentrée et la Balle au prisonnier (Guide to the New Grade the  Dodgeball)
2. La Lecture et le Nouveau Principal (Guide to Reading the  Principals)
3. Être populaire et le Stress (Guide to Popularity the  Stress)
4. La Fin des cours et la Pièce de théâtre (Guide to Dismissal the  the School Play)
5. Halloween et Vampires, Fantômes, Loups-Garous et Zombies (Guide to Halloween the  Vampires, Ghosts, Werewolves and Zombies)
6. La Classe d'arts plastiques et le Bureau des objets trouvés (Guide to Art Class the  Lost and Found)
7. Les Sciences humaines et la Honte (Guide to Social Studies the  Embarrassment)
8. Le Bus et les Cheveux en pétard (Guide to the Bus the  Bad Hair Days)
9. La Vengeance et les Records (Guide to Revenge the  School Records)
10. Les Couloirs et le Départ d'un ami (Guide to Hallways the  Friends Moving)
11. Les Garçons et les Filles (Guide to Boys the  Girls)
12. Les Téléphones portables et le Cours de menuiserie (Guide to Cellphones the  Woodshop)
13. La Bibliothèque et le Bénévolat (Guide to the Library the  Volunteering)
14. Apprendre à s'organiser et le Projet de fin d'année (Guide to Getting Organized the  Extra Credit)
15. La Collecte de fonds et la Compétition (Guide to Fundraising the  Competition)
16. Comment se faire de nouveaux copains et Positif et Négatif (Guide to Making New Friends the  Positives and Negatives)
17. L'Argent et les Fêtes (Guide to Money the  Parties)
18. La Fièvre du printemps et le Journal de l'école (Guide to Spring Fever the  School Newspaper)
19. La Santé et la Jalousie (Guide to Health the  Jealousy)
20. Les Examens et Quand on craque pour quelqu'un qui sort avec un autre (Guide to Tests the  When You Like Someone Who Is Seeing Someone Else)
21. Les Voyages scolaires, l'Autorisation des parents, les Signes et les Belettes, parties 1 et 2 (Guide to Permission Slips the  Field Trips)
22. Les Voyages scolaires, l'Autorisation des parents, les Signes et les Belettes, parties 3 et 4) (Guide to Love the  Weasels)

## Les conseils du guide de Ned
Le premier jour
1. Évitez de surcharger votre sac dès le premier jour.
2. Si vous devez couper vos cheveux, faites-le 15 jours à l'avance. Cela leur laissera le temps de repousser.
3. Évitez les « coupes (de cheveux) de maman »
4. En septembre, on est encore en été. Évitez donc les grosses doudounes.
5. Pour rester avec vos amis, assurez-vous de prendre les mêmes options.
6. Une option n'est jamais complète. Il suffit d'aller demander au professeur.
7. En résumé, le jour de la rentrée, ne paniquez pas car personne n'est vraiment prêt.

Le casier
1. Pour avoir le temps de passer à votre casier entre les cours, asseyez-vous le plus près possible de la porte. Vous sortirez plus vite et cela vous permettra d'éviter la bousculade à la sortie.
2. Si votre cadenas est un cadenas avec des chiffres, présélectionnez les deux premiers chiffres de votre casier et si c'est avec une clé, assurez-vous de l'avoir à portée de main.
3. Dans les couloirs, adoptez la marche rapide. Vous gagnerez du temps.
4. Pour le voisin de casier, comme vous le croiserez tous les jours, essayez de vous en faire un ami.
5. Si c'est le seul moyen, n'hésitez pas à demander un échange de casier.
6. Ne jamais draguer dès le premier jour.